# Mongolosaurus
Genre
Espèce
Mongolosaurus est un genre de dinosaures sauropodes du Crétacé inférieur retrouvé en Asie. L'espèce-type, M. haplodon, a été décrite par Charles W. Gilmore en 1933. Le nom générique renvoie à la Mongolie, où les fossiles ont été retrouvés. Le nom spécifique est tiré du grec haploos (« unique ») et de odon (« dent »), en référence à l'holotype AMNH 6710 sur lequel l'espèce-type est basée et qui est composé d'une seule dent.
Certains auteurs considèrent Mongolosaurus comme nomen dubium. Il est généralement associé au Neosauropoda, membre des Nemegtosauridae, mais a été associé dans le passé aux Diplodocidae, Titanosauridae et Euhelopodinae.

## Découverte
En 1928, une équipe du Muséum américain d'histoire naturelle menée par Roy Chapman Andrews découvre une dent de sauropode dans la formation géologique de On Gong (en), près de Hukongwulong, en Mongolie-Intérieure. En 1933, Charles W. Gilmore décrit l'espèce-type à partir de ce simple échantillon.
D'autres fossiles ont été rattachés au genre avec les années dont une demi-douzaine de dents, une partie arrière du crâne et des fragments des trois premières vertèbres cervicales. D'autres dents similaires retrouvées ailleurs en Asie ont également été associées au genre.